# Stenofag
Stenofag – zwierzę z wąską (jęz. grecki steno - "wąski") specjalizacją pokarmową ograniczającą się albo do jednego źródła (monofag) albo małej liczby źródeł pokarmu (oligofag). Przeciwieństwem jest zwierzę bez specjalizacji pokarmowej (pantofag) lub z szeroką specjalizacją pokarmową (polifag).
Stenofagi spotykane są wśród gatunków małych i dużych, w różnych biocenozach, wśród ssaków (mrówkojad, koala), ptaków (kolibry, krzyżodziób świerkowy), ryb (tołpyga biała), owadów (pszczoły), ślimaków (Haminoea orbygniana).